# Volodymyr Klytjko
Volodymyr Volodymyrovytj Klytjko (ukrainsk: Володимир Володимирович Кличко, tr. Volodymir Volodymyrovytj Klytjko) eller (russisk: Владимир Владимирович Кличко, tr. Vladimir Vladimirovitj Klitjko), internationalt kendt som Wladimir Klitschko (tysk translitteration) med tilnavnet Dr. Steelhammer, født 25. marts 1976 i Semipalatinsk, Kasakhstan, Sovjetunionen, er en ukrainsk sværvægtsbokser. Han er bror til sværvægtmesteren og politikeren Vitalij Klytjko.
Som amatørbokser blev han olympisk mester i Atlanta i 1996, hvorefter han blev professionel. I 2000 blev han verdensmester i sværvægt anerkendt af forbundet WBO, efter at have besejret Chris Byrd. Klytjko har besejret flere gode boksere, heriblandt Ray Mercer, Samuel Peter, Calvin Brock, Francois Botha og Monte Barrett. Han oplevede sit livs choknederlag mod Corrie Sanders i 2003 og Lamon Brewster i 2004. Efter at have slået Chris Byrd igen i 2006, blev han verdensmester i forbundene IBF og IBO. Klytjkos store slagstyrke, gennemtænkte taktik og højde på 2,00 meter gjorde ham meget vanskelig at bokse mod.[kilde mangler] Han er blevet kritiseret for at have en stiv måde at bokse på og for manglende udholdenhed.[kilde mangler] Efter sin sejr over David Haye blev han i 2011 anset for at være den regerende sværvægtsbokser.[kilde mangler]
Klytjko har stor lidenskab for skak. Han fik i 2001 doktorgraden i idrætsvidenskab fra Kyivs Universitet for en afhandling om pædagogisk kontrol i sport.
Wladimir Klitschko er den tyske stavemåde for navnet. Den bruges af ham selv på brødrenes hjemmeside og sociale medier.